# Johan Bilmark
Johan Bilmark, född 3 juli 1728 i Skara, död 12 april 1801 i Åbo, var en finländsk historiker.
Bilmark blev professor vid Kungliga Akademien i Åbo 1763. Han var en produktiv forskare, som senare anammade Henrik Gabriel Porthans kritiska metod. Han riktade främst uppmärksamhet på Paul Juustens biskopskrönika och publicerade Johannes Messenius rimkrönika med kommentarer. 
Han tillhörde Aurorasällskapet.